# M60 Patton
Tank, Combat, Full Tracked: 105-mm Gun, M60, mer känd under dess inofficiella namn M60 Patton, är en amerikansk andra generationens huvudstridsvagn som togs i bruk 1959. Vagnen bygger till stor del på dess föregångare M48 Patton III och kallas därför ofta "M60 Patton IV", trots att den egentligen inte döpts till Patton formellt. Den används inte längre i USA:s armé, men används av flera andra länder. Produktionen upphörde 1983.

## Bakgrund
Stridsvagnens släktskap med föregångarna M46, M47 och M48 är tydliga. Patton-vagnar har använts i största delen av USA:s krig bland annat Koreakriget (M46), Vietnamkriget (M48A3) och även första Gulfkriget där M60A1 användes av USA:s marinkår tillsammans med M1 Abrams-stridsvagnen.
Den används även i israeliska armén, där M48-vagnar använts sedan mitten på 60-talet och M60-vagnar sedan 1973. De har moderniserats kontinuerligt med bättre skydd (inklusive reaktivt pansar) och eldledningssystem. I israeliska armén benämns de Magach, de nyaste varianterna benämns Magach 7A och Magach 7C och bygger på M60-vagnar. Även pakistanska armén använde Patton-vagnar (M47 och M48A1) i krigen mot Indien. Pattonstridsvagnen anses vara den stridsvagn efter den sovjetiska T-55 som använts av flest arméer i nutid.

## Varianter

### Huvudvarianter
- M60, USA: Första versionen. Samma torn som föregångaren M48 Patton men med nytt skrov. Beväpnad med en vidareutvecklad 105 mm Royal Ordnance L7-högtryckskanon (M65 tank gun).

- M60A1, USA: Förbättrat pansarskydd och ett nytt "spetsigare" torn.
  - M60A1 (TLAC) (Top Loading Air Cleaner), USA: Modifikation från 1971 med "TLAC"-luftreningssystem för motorn.
  - M60A1 (AOS) (Add-On Stabilization), USA: Modifikation från 1972 med "AOS"-gyrostabilisering för kanonen.
  - M60A1 (AOS)+ (Add-On Stabilization +), USA: Fordon med TLAC och AOS-system, samt nya T142 bandplattor från 1974.
  - M60A1 (RISE) (Reliability Improved Selected Equipment), USA: Modifikation från 1975 med "RISE"-kraftpaket (motor, koppling, bärhjul, etc) för bättre pålitlighet och längre livslängd.

- M60A2 "Starship" (Tank, Combat, Full Tracked: 152-mm Gun/Launcher, M60A2), USA: Nytt "lågprofilstorn" med en 152 mm lågtryckskanon avsedd att skjuta MGM-51 "Shillelagh"-pansarvärnsrobotar istället för underkalibriga pansarprojektil, utöver konventionella granattyper som pansarspränggranat och spränggranat.

- M60A3, USA: M60A1 med laseravståndsmätare, vindsensor och måldator/kalkylator (ballistisk dator).
  - M60A3 (TTS) (Tank Thermal Sight), USA: M60A3 med "TTS"-värmekamera.
  - M60A3Ö (Österreich), Österrike: Österrikiska Kampfpanzer M-60A1 och Kampfpanzer M-60A3 uppgraderade till Kampfpanzer M-60A3Ö med nytt AVDS 1790-2CA kraftpaket, bildförstärkare för förare, skytt och vagnchef, laseravståndsmätare, nya bandplattor och drivhjul, nya rökkastare, förberedd installation av termografiskt nattsikte.[2][3]

### Specialvarianter
- M60 AVLB (Armored Vehicle Launched Bridge), USA: Broläggningsbandvagn baserad på ursprungligt M60-skrov.
  - M60 AVLM (Armored Vehicle Launched Mine), USA: Minröjningsbandvagn baserad på M60 AVLB med två fordonsmonterade M58 MICLIC (Mine-clearing line charge) minröjningsormar.

- M60A1 AVLB (Armored Vehicle Launched Bridge), USA: Broläggningsbandvagn baserad på senare M60A1-skrov.
  - M60A1 AVLM (Armored Vehicle Launched Mine), USA: Minröjningsbandvagn baserad på M60A1 AVLB med två fordonsmonterade M58 MICLIC (Mine-clearing line charge) minröjningsormar.

- M728 CEV (Combat Engineer Vehicle), USA: Ingenjörsbandvagn baserad på ursprungliga M60, beväpnad med en 165 mm lågtryckskanon. Kan förses med M9 Bulldozer kit schaktblad, M58 MICLIC (Mine-clearing line charge) minröjningsorm, M1 MCRS (Mine Clearing Roller System) minvältsaggregat, etc.
- M728A1 CEV (Combat Engineer Vehicle), USA: Ingenjörsbandvagn baserad på senare M60A1, beväpnad med en 165 mm lågtryckskanon. Kan förses med M9 (Bulldozer kit) schaktblad, M58 MICLIC (Mine-clearing line charge) minröjningsorm, M1 MCRS (Mine Clearing Roller System) minvältsaggregat, etc.

- M60 CZ-10/25E Alacran, Spanien: Spansk ingenjörsbandvagn baserad på senare M60A1, försedd med en grävskopa.

## Israeliska varianter

### Magach 6

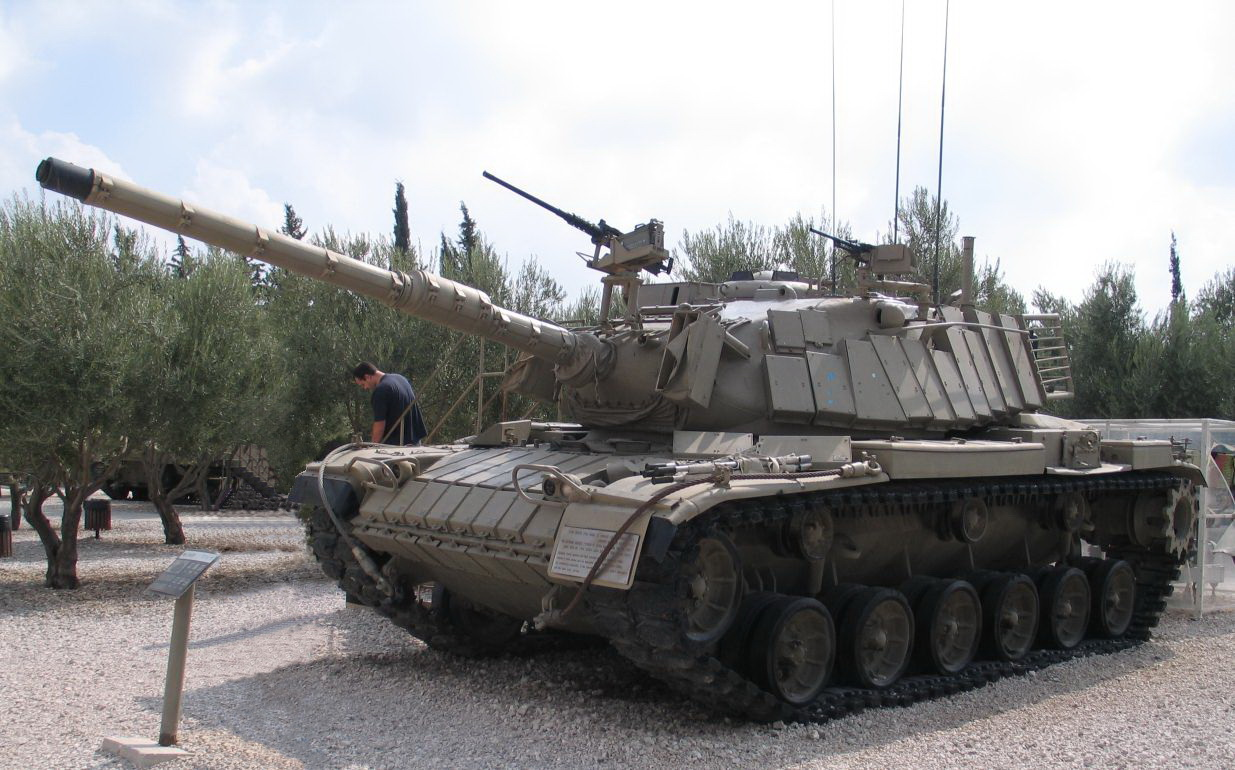
Magach 6B med "Blazer"-reaktivt pansar.

- Magach 6, Israel: Moderniserad M60A1 eller M60A3 med ny "Urdan"-observationshuv med låg profil för vagnschefen. Senare försedd med "Blazer"-reaktivt pansar och uppdaterad till Magach 6B-standard.

- Magach 6A (6 Alef), Israel: Moderniserad M60A1 med ursprunglig amerikansk "M1"-observationshuv med hög profil för vagnschefen. Senare försedd med "Blazer"-reaktivt pansar och uppdaterad till Magach 6B-standard.

- Magach 6B (6 Bet), Israel: Moderniserad M60A1 RISE med bland annat "Urdan"-observationshuv för vagnschefen. M60A1 RISE, samt Magach 6 och Magach 6A uppgraderade till denna standard.
  - Magach 6B Gal (6 Bet Gal), Israel: Magach 6B med nytt "Gal"-eldledningssystem, nya bandplattor, och större förvaringskorgar bakom tornet.
  - Magach 6B Gal Batash (6 Bet Gal Batash), Israel: Magach 6B Gal utrustad med förstärkningspansar runtom tornet av fjärde-generations kompositpansar och en 908 hk motor.
  - Magach 6B Baz (6 Bet Baz), Israel: Magach 6B utrusted med "Baz"-eldledningssystem.

- Magach 6C (6 Gimel), Israel: Moderniserad M60A3 med ny "Urdan"-observationshuv med låg profil för vagnschefen. Senare försedd med "Blazer"-reaktivt pansar.

- Magach 6R (6 Resh), Israel: Moderniserad M60 (M60 med ursprungliga M48-tornet) med ny "Urdan"-observationshuv med låg profil för vagnschefen och motorn uppgraderad till AVDS-1790-2AG nivå (mer kraftfull elektrisk generator jämfört med AVDS-1790-2A). Senare försedd med "Blazer"-reaktivt pansar.
  - Magach 6R* (6 Resh*), Israel: Magach 6R med förberedningar för installation av "Nachal Oz"-eldledmingssystem.
  - Magach 6M (6 Mem), Israel: Magach 6R* försedd med "Nachal Oz"-eldledmingssystem.

### Magach 7

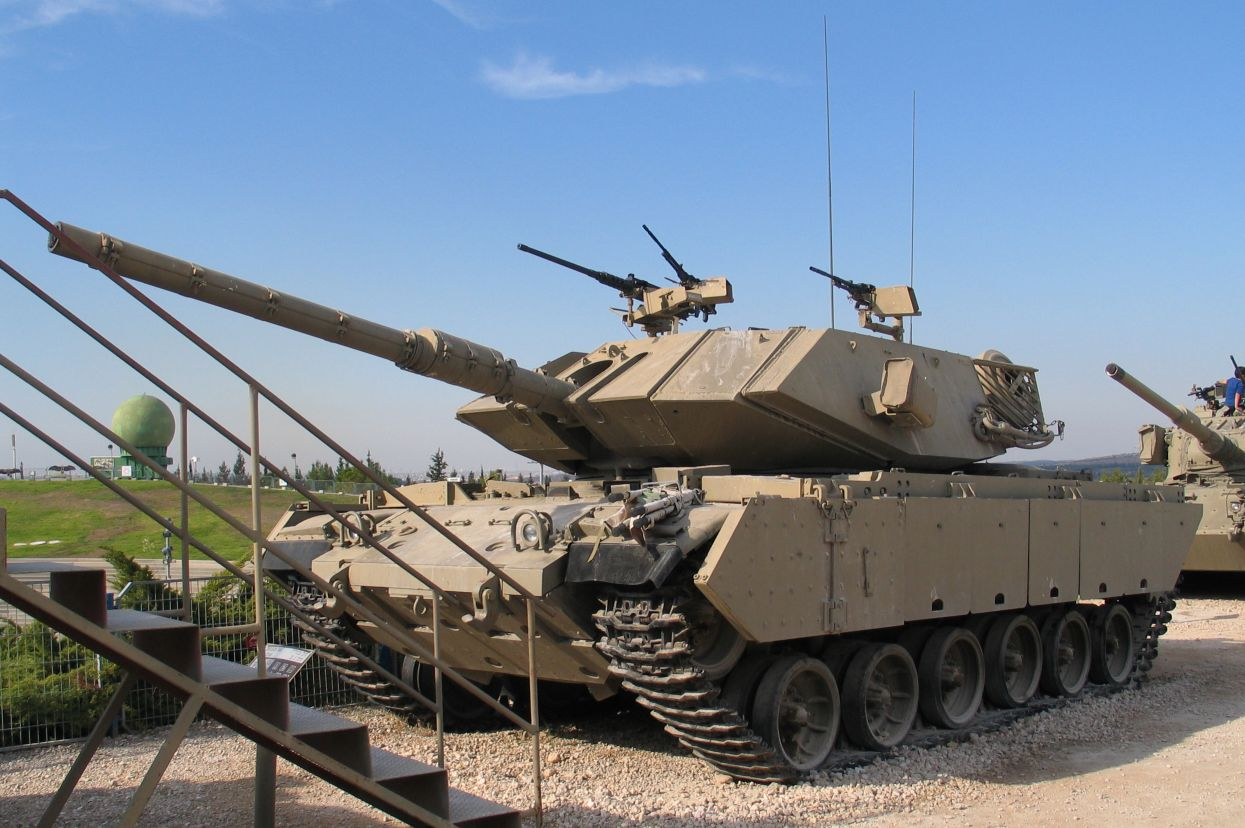
Magach 7C

- Magach 7A (7 Alef), Israel: Modernisering av Magach 6 med förstärkningspansar runtom tornet av fjärde-generations kompositpansar, 908 hk AVDS-1790-5A motor, nytt eldledningssystem med laseravståndsmätare och Merkava-baserade band.

- Magach 7B (7 Bet), Israel: Andra modellen av Magach 7, togs aldrig i bruk.

- Magach 7C (7 Gimel), Israel: Omgrupperat och omstrukturerat pansar för mer genomtänkt ballistiskt skydd, givandes en skarpare tornprofil där eldröret saknar kompositmantel och istället rör sig i en slida, samt uppgraderade rökkastare med beteckningen IS-6. I övrigt oförändrad från Magach 7A.

### Sabra

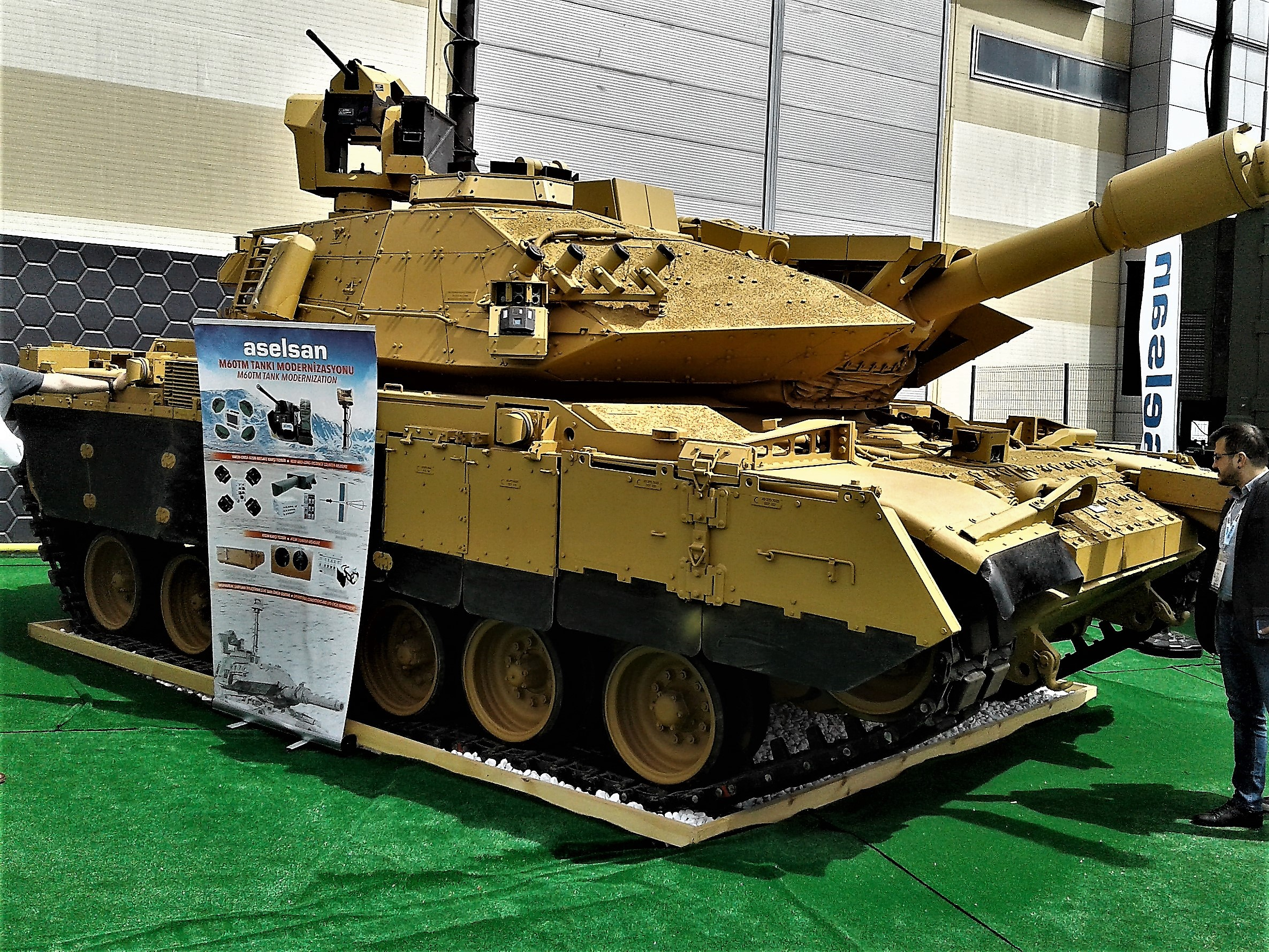
M60TM

- Sabra Mk I, Israel: En vidareutveckling av Magach 7C beväpnad med en 120 mm Rh-120 slätborrad kanon tillverkad av IMI för Turkiet.

- Sabra Mk II, Israel: Amerikansk "M1"-observationshuvsom med hög profil, nytt kraftpaket (motor + koppling), reaktivt pansar.
  - M60T (Türkiye), Turkiet: Turkisk beteckning för inköpta Sabra II stridsvagnar.
  - M60TM (Türkiye Modernizasyonu), Turkiet: Moderniserad M60T med bland annat aktivt pansar, ny observationshuv med låg profil för vagnchefen och en takmonterad fjärrstyrd vapenstation ämnad för en lätt/tung kulspruta eller granatspruta.

- Sabra Mk III, Israel: Pansarteknologi, kanon, radar- samt IR-varnare och bandplattor från Merkava Mk IV.